# Ramatlabama (Botswana)
Ramatlabama ist ein Ort im South East District in Botswana. Er liegt an der Grenze zwischen Botswana und Südafrika und ist durch den gleichnamigen Grenzübergang bekannt.

## Geographie
Die Streusiedlung Ramatlabama liegt etwa 1000 Meter westlich des Grenzüberganges. Unmittelbar westlich und östlich der botswanischen Grenzstation stehen weitere Häuser. 2015 zählte der Ort rund 1230 Einwohner. Der Grenzübergang heißt auch auf südafrikanischer Seite Ramatlabama, der dortige rund 2000 Einwohner zählende Ort heißt jedoch Miga. Der Trockenfluss Ramatlabama führt von Südafrika kommend bei Ramatlabama an die Grenze und verläuft von dort aus als Grenzfluss  Richtung Westen und weiter zum Molopo.

## Geschichte
1895 startete Leander Jameson seinen Jameson Raid, einen Umsturzversuch in der Südafrikanischen Republik (ZAR), von Ramatlabama aus. Die Bahnstrecke, an der Ramatlabama liegt, wurde etwa im Jahr 1900 während des Zweiten Burenkrieges errichtet. Für die kriegführenden Briten war Ramatlabama als Grenzort zur ZAR von großer Bedeutung, da es im britischen Bechuanaland lag, während der wenig südlich gelegene Stützpunkt Mafeking zur Kapkolonie gehörte, die keine Truppenaufstellungen gegen die Buren erlaubte.
Bis 1994 war Ramatlabama Grenzstation zu Bophuthatswana, das dann in Südafrika aufging.

## Wirtschaft und Infrastruktur
Am Grenzübergang verlaufen parallel in Nord-Süd-Richtung eine Straße, die in Botswana als A1 und in Südafrika als National Route 18 bezeichnet wird, sowie eine Bahnstrecke, die unter anderem Kapstadt in Südafrika mit Bulawayo in Simbabwe verbindet (siehe auch: Schienenverkehr in Botswana). Züge halten auf der botswanischen Seite nicht in Grenznähe.